# Landtags- und Gemeinderatswahl in Wien 2015
- SPÖ: 44
- GRÜNE: 10
- NEOS: 5
- ÖVP: 7
- FPÖ: 34

- Landesregierung: 54
- Opposition: 46

Die Landtags- und Gemeinderatswahl in Wien 2015 fand am 11. Oktober 2015 statt, gleichzeitig mit der Bezirksvertretungswahl.
Die SPÖ verlor, wie schon bei der vorangegangenen Wahl, 4,75 %-Pkte sowie fünf Sitze. Sie konnte jedoch, entgegen Umfragen und Medienberichterstattung vor der Wahl, die relative Mehrheit klar vor der FPÖ behaupten, die um 5,02 %-Pkte und sieben Sitze zulegte und ihr bestes Wahlergebnis bisher erzielte. Die ÖVP fiel mit ihrem bisher schlechtesten Ergebnis und einem Verlust von 4,75 %-Pkte sowie sechs Sitzen auf die vierte Position hinter den Grünen, die einen leichten Verlust von 0,8 %-Pkte und einem Sitz hinnehmen mussten, zurück. Mit 6,16 % und fünf Sitzen zogen die NEOS bei ihrem ersten Antreten in den Landtag und Gemeinderat ein. Alle übrigen antretenden Parteien blieben weit vom Erreichen der Fünf-Prozent-Hürde entfernt.

## Ausgangslage
Nachdem die davor mit absoluter Mehrheit regierende Sozialdemokratische Partei bei der Wahl 2010 Verluste hinnehmen musste, ging sie eine Koalition mit den Grünen unter Vizebürgermeisterin und Stadträtin Maria Vassilakou ein. Die Amtsperiode der Landesregierung Häupl V war unter anderem geprägt von Auseinandersetzungen um die Ausweitung der Parkraumbewirtschaftung, der Umgestaltung der Mariahilfer Straße, linksgerichteten Demonstrationen (siehe Akademikerball) und der Erhöhung der Gebühren für Wasser und Müll.
Ein Streitpunkt während der Legislaturperiode war die Reform des Wahlrechts. Das Höchstgericht hatte Bestimmungen über Wahlkarten und den Ausschluss bestimmter Straffälliger für verfassungswidrig erklärt. Im Zuge dieser Bereinigungen gab es von Seiten der FPÖ, ÖVP und den Grünen Bestrebungen, den mehrheitsbildenden Faktor im Wahlrecht abzuschaffen. Ein Pakt der drei Parteien dazu wurde vor der Wahlperiode notariell beglaubigt.
Die Grünen wollten in der Koalition mit der SPÖ in Verhandlungen eine Reform erreichen. Diese Verhandlungen zogen sich bis Februar 2015 hin und endeten ohne Ergebnis. Der Versuch der Grünen, eine Reform gegen den Willen der SPÖ im Gemeinderat durchzusetzen, wurde durch Verfahrensfragen verzögert (die SPÖ besitzt in den Ausschüssen anders als im Gemeinderat die Mehrheit) und schließlich durch den Übertritt des Grünen Mandatars Şenol Akkılıç zur SPÖ verhindert, da damit ein Patt im Gemeinderat bestand. Die Koalition zwischen SPÖ und Grünen wurde trotz dieser Vorgänge fortgesetzt.
Anlässlich der Bildung der rot-blauen Koalition im Burgenland schlossen SPÖ-Landesparteisekretär Georg Niedermühlbichler und Bürgermeister Michael Häupl eine Zusammenarbeit mit der FPÖ in Wien grundsätzlich aus. Auf die Forderung der grünen Vizebürgermeisterin Maria Vassilakou, eine klare Aussage zur Fortführung der rot-grünen Koalition zu machen, wollte Häupl keine Zusage machen und schloss lediglich eine Regierungszusammenarbeit mit der FPÖ aus.
Wahlberechtigt waren 1.143.076 österreichische Staatsbürger, die bis zum 11. Oktober 1999 geboren wurden und ihren Hauptwohnsitz am Stichtag der Wahl, dem 4. August 2015, in Wien begründet hatten. Nicht wahlberechtigt waren knapp 400.000 in Wien lebende Personen im wahlfähigen Alter anderer Staatsbürgerschaft. Von diesen waren 184.235 Staatsbürger eines anderen EU-Landes bei der gleichzeitig stattfindenden Bezirksvertretungswahl stimmberechtigt.
Unter dem Titel „Pass Egal“ veranstaltete SOS Mitmensch am 6. Oktober in einem Wahlzelt beim Rathaus eine Wahlsimulation für nicht wahlberechtigte Einwohner Wiens. Damit verbunden war die Forderung nach einem Wahlrecht für „alle, die ihren Lebensmittelpunkt in Wien haben, nach spätestens drei Jahren“.

## Kandidierende Listen

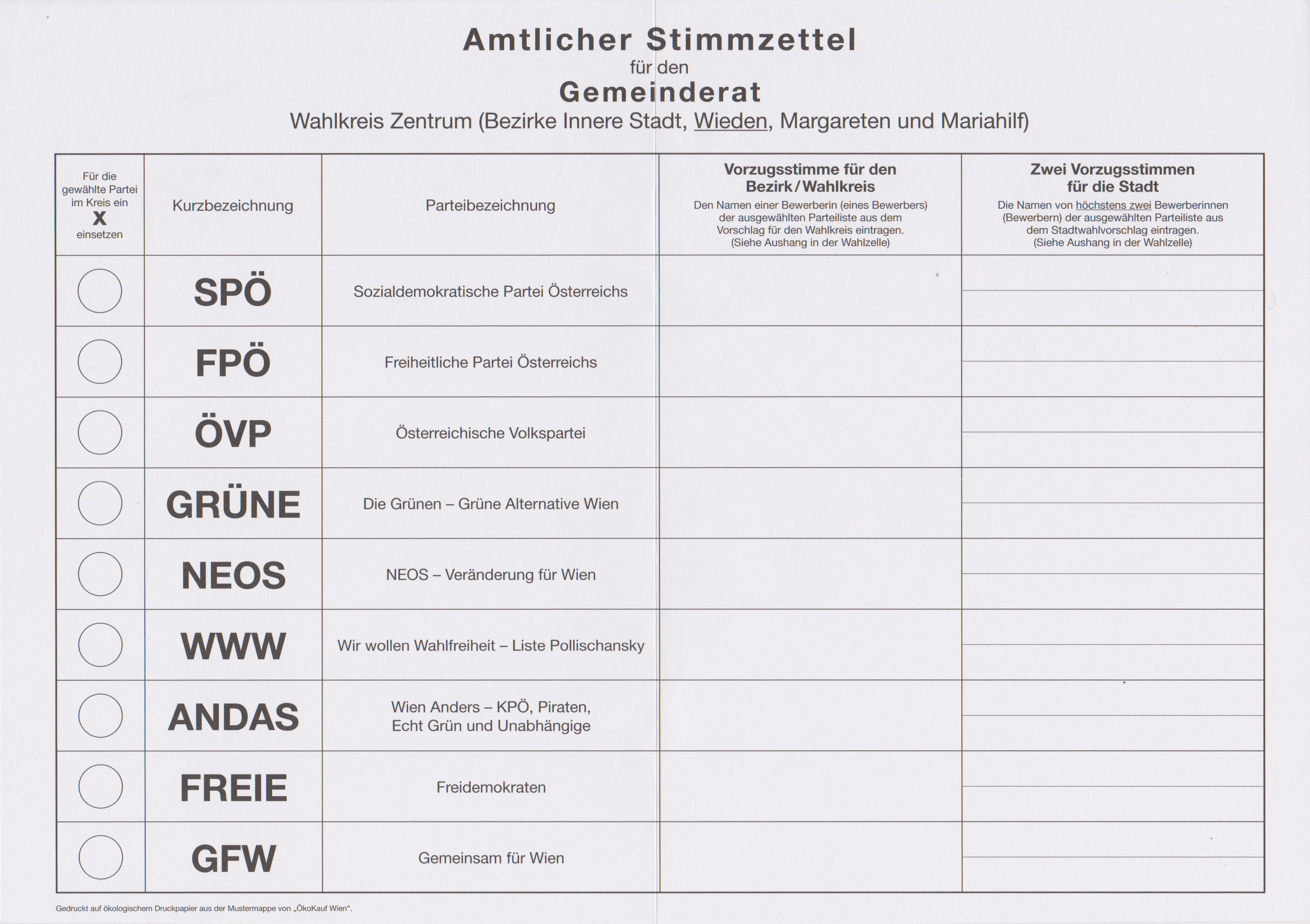
Amtlicher Stimmzettel für den Gemeinderat im Wahlkreis Zentrum

Folgende acht Parteien bzw. Listen sind wienweit zur Wahl angetreten:
- Sozialdemokratische Partei Österreichs (SPÖ)
- Freiheitliche Partei Österreichs (FPÖ)
- Österreichische Volkspartei (ÖVP)
- Die Grünen Wien (GRÜNE)
- NEOS – Das Neue Österreich und Liberales Forum (NEOS)
- WWW – Wir Wollen Wahlfreiheit (unterstützt von BZÖ und Team Stronach)
- Wien anders (ANDAS)
- Gemeinsam für Wien (GfW)[14]

Vier weitere Listen traten in jeweils einem Wahlkreis an:
- SLP – Sozialistische LinksPartei (nur Wahlkreis Brigittenau)
- WIFF – Wir für Floridsdorf (nur Wahlkreis Floridsdorf)
- M – MÄNNERPARTEI – Für ein faires Miteinander (nur Wahlkreis Donaustadt)
- FREIE – Freidemokraten (nur Wahlkreis Zentrum)

Am 19. Februar 2015 stellte sich das Wahlbündnis Wien anders aus KPÖ, Piratenpartei Österreichs, Echt Grün und Unabhängigen vor, das zur Wahl antreten will. Es versteht sich als Fortsetzung des Wahlbündnisses Europa anders, welches zur Europawahl 2014 angetreten war.
Am 12. August gab das Bündnis bekannt, alle Unterstützungserklärung geschafft zu haben und ab nun einzureichen.
Der türkischstämmige Simmeringer Arzt Turgay Taskiran initiierte die von Migranten dominierte Liste Gemeinsam für Wien – GfW. Diese schloss sich im August mit der Bewegung Robin Hood & Du zusammen und plant eine Fusion mit der RumänInnen-Partei.
Team Stronach und Bündnis Zukunft Österreich (BZÖ) gaben im August 2015 bekannt, auf eine Kandidatur zu verzichten. Stattdessen wird von beiden die Liste WWW – Wir wollen Wahlfreiheit vom Gastronomen Heinz Pollischansky unterstützt. Das Team Stronach verhalf WWW mit fünf Nationalratsabgeordneten ohne das Sammeln von jeweils 100 Unterstützungserklärungen/je Wahlkreis auf den Stimmzettel. Entgegen der Aussage des Klubobmannes vom Team Stronach, Robert Lugar, „das BZÖ ist nicht Teil des Bündnisses“, verkündet bereits tags zuvor der BZÖ-Landesobmann Dietmar Schwingenschrot: „Wir werden nicht an der Wahl teilnehmen und eine Plattform unterstützen“.
Tatsächlich stehen auf den Wahlvorschlagslisten von WWW viele der BZÖ-Funktionäre an vordersten Stellen.
Unterschriften wurden Wien-weit gesammelt von der Männerpartei, den Freidemokraten und der Demokratischen Alternative (in den Medien als Gemeindebau-Partei bezeichnet).
Die CPÖ (Christliche Partei Österreichs), die 2010 noch angetreten war, verzichtete 2015 auf die Teilnahme an der Wahl. Die Listen der EU-Austrittspartei, der Sozialistischen Linkspartei und WIFF (Wir für Floridsdorf) wollten nur in bestimmten Bezirken antreten.

## Bezirksvertretungswahl
Gleichzeitig mit der Landtags- und Gemeinderatswahl wird in Wien die Bezirksvertretungswahl durchgeführt, bei der in den 23 Bezirksvertretungen Wiens 1142 Mandate vergeben werden, wobei deren Anzahl in den einzelnen Bezirken je nach Einwohnerzahl zwischen 40 und 60 Mandaten schwankt. Indirekt wird mit der Wahl auch der Bezirksvorsteher bestimmt, da die Partei mit den meisten Stimmen in einem Bezirk diesen sowie dessen ersten Stellvertreter zu wählen berechtigt ist, während der zweite Stellvertreter von der zweitstärksten Partei gewählt wird.
Neben den für die Landtags- und Gemeinderatswahlen antretenden wahlwerbenden Parteien treten in einzelnen Bezirken weitere wahlwerbende Gruppen in einem oder mehreren Bezirken an. Hiervon stellen SPÖ, FPÖ, ÖVP und Grüne nach der Wahl 2010 in allen Bezirksvertretungen Mandatare. Die KPÖ, die 2015 im Wahlbündnis ANDAS antritt, hat je einen Mandatar in den Bezirken Leopoldstadt, Landstraße und Margareten. Pro Hetzendorf ist mit einem Sitz in Meidling, WIFF mit zwei in Floridsdorf, WIR im Ersten mit zwei in der Inneren Stadt und ECHT mit fünf in der Josefstadt vertreten.
Wahlumfragen zur Bezirksvertretungswahl lagen nicht vor. Besonderes Medieninteresse galt im Vorfeld der Wahl jedoch jenen Bezirken, in denen ein Wechsel der Mehrheit möglich scheint. Von den Medien wurden insbesondere die Bezirke Innere Stadt, Wieden, Mariahilf, Josefstadt, Alsergrund, Simmering, Währing und Döbling als „Swing States“ bezeichnet.

## Umfragen
Die Umfragen zeichneten bis zur Wahl kein sehr klares Bild, mit Verlusten der seit 1945 regierenden SPÖ wurde gerechnet. Außerdem gingen Meinungsforscher von einem Einzug der NEOS in den Wiener Gemeinderat aus. Der Wert der Demokratie wird generell von 71 % als sehr wichtig angegeben. Die Einstellungen der Nichtwähler zeigt eine Umfrage vom September 2015.
Auf die Sonntagsfrage, welche Partei die Wiener wählen würden, wäre am folgenden Sonntag Landtagswahl, antworteten die Befragten wie folgt:
(Hinweis: Die statistische Schwankungsbreite (Abweichung) beträgt bei den großen Parteien zwischen 3 und 5 %.)
| Institut        | Datum      | SPÖ    | FPÖ    | ÖVP   | GRÜNE  | NEOS  | Stronach | Sonstige |
| --------------- | ---------- | ------ | ------ | ----- | ------ | ----- | -------- | -------- |
| OGM             | 03.10.2015 | 37,5 % | 33,5 % | 9,5 % | 12,5 % | 5,5 % | n. a.    | n. a.    |
| Market          | 02.10.2015 | 36 %   | 35 %   | 10 %  | 12 %   | 5 %   | n. a.    | n. a.    |
| Gallup          | 02.10.2015 | 36 %   | 35 %   | 10 %  | 11 %   | 6 %   | n. a.    | n. a.    |
| Unique-Research | 02.10.2015 | 37 %   | 35 %   | 8 %   | 12 %   | 6 %   | n. a.    | n. a.    |
| Unique-Research | 26.09.2015 | 38 %   | 34 %   | 8 %   | 12 %   | 6 %   | n. a.    | n. a.    |
| Gallup          | 19.09.2015 | 35 %   | 33 %   | 10 %  | 12 %   | 7 %   | n. a.    | n. a.    |
| Unique-Research | 11.09.2015 | 36 %   | 32 %   | 9 %   | 14 %   | 8 %   | n. a.    | n. a.    |
| Gallup          | 05.09.2015 | 34 %   | 32 %   | 11 %  | 13 %   | 6 %   | n. a.    | n. a.    |
| Gallup          | 01.08.2015 | 33 %   | 31 %   | 11 %  | 14 %   | 7 %   | n. a.    | n. a.    |
| Gallup          | 18.07.2015 | 34 %   | 31 %   | 11 %  | 14 %   | 6 %   | n. a.    | n. a.    |
| AKonsult        | 17.07.2015 | 35 %   | 32 %   | 12 %  | 13 %   | 6 %   | n. a.    | n. a.    |
| Market          | 13.07.2015 | 35 %   | 32 %   | 12 %  | 14 %   | 6 %   | n. a.    | n. a.    |
| Unique-Research | 10.07.2015 | 35 %   | 30 %   | 10 %  | 14 %   | 8 %   | n. a.    | n. a.    |
| Gallup          | 04.07.2015 | 35 %   | 30 %   | 11 %  | 14 %   | 6 %   | n. a.    | n. a.    |
| Gallup          | 19.06.2015 | 35 %   | 29 %   | 12 %  | 14 %   | 6 %   | n. a.    | n. a.    |
| Gallup          | 08.05.2015 | 37 %   | 28 %   | 12 %  | 13 %   | 7 %   | n. a.    | n. a.    |
| Market          | 06.04.2015 | 37 %   | 29 %   | 12 %  | 14 %   | 7 %   | n. a.    | n. a.    |
| Gallup          | 02.04.2015 | 37 %   | 27 %   | 13 %  | 12 %   | 8 %   | n. a.    | 3 %      |
| Unique research | 06.03.2015 | 38 %   | 28 %   | 11 %  | 15 %   | 7 %   | n. a.    | 1 %      |
| Gallup          | 28.02.2015 | 39 %   | 25 %   | 12 %  | 13 %   | 7 %   | n. a.    | 4 %      |
| Gallup          | 23.01.2015 | 37 %   | 26 %   | 13 %  | 13 %   | 7 %   | n. a.    | 4 %      |
| Gallup          | 10.01.2015 | 38 %   | 26 %   | 13 %  | 14 %   | 6 %   | n. a.    | 3 %      |
| meinungsraum.at | 08.01.2015 | 37 %   | 27 %   | 12 %  | 14 %   | 7 %   | 1 %      | 2 %      |

## Ergebnisse
Die SPÖ verlor, wie schon bei der vorangegangenen Wahl 2010, 4,75 %-Pkte sowie fünf Sitze. Sie konnte jedoch, entgegen Umfragen und Medienberichterstattung vor der Wahl, die relative Mehrheit klar vor der FPÖ behaupten, die um 5,02 %-Pkte und sieben Sitze zulegte und ihr bestes Wahlergebnis bisher sowie den Anspruch auf einen Vizebürgermeister erzielte. Die ÖVP fiel mit ihrem bisher schlechtesten Ergebnis und einem Verlust von 4,75 %-Pkte sowie sechs Sitzen auf die vierte Position hinter den Grünen, die einen leichten Verlust von 0,8 %-Pkte und einem Sitz hinnehmen mussten, zurück. Mit 6,16 % und fünf Sitzen zogen die NEOS bei ihrem ersten Antreten in den Landtag und Gemeinderat ein. Alle übrigen antretenden Parteien blieben weit vom Erreichen der Fünf-Prozent-Hürde entfernt.
Bemerkenswert wäre auch die Tatsache, dass es zum erste Mal in der Nachkriegsgeschichte in den als Arbeiterbezirke geltenden Bezirken Simmering und Floridsdorf bei einer Wiener Gemeinderatswahl keine SPÖ Mehrheit mehr gelang.

Ergebnisse der Landtagswahl nach Bezirken

|                                                               | Ergebnisse 2015  | Ergebnisse 2015  | Ergebnisse 2015  | Ergebnisse 2010  | Ergebnisse 2010  | Ergebnisse 2010  | Differenzen      | Differenzen      | Differenzen      |
| ------------------------------------------------------------- | ---------------- | ---------------- | ---------------- | ---------------- | ---------------- | ---------------- | ---------------- | ---------------- | ---------------- |
| Wahlberechtigte                                               | 1.143.076        | 1.143.076        | 1.143.076        | 1.144.510        | 1.144.510        | 1.144.510        | −1434            | −1434            | −1434            |
| Wahlbeteiligung                                               | 74,75 %          | 74,75 %          | 74,75 %          | 67,63 %          | 67,63 %          | 67,63 %          | +7,12 %-Pkte     | +7,12 %-Pkte     | +7,12 %-Pkte     |
|                                                               | Stimmen          | %                | Mand.            | Stimmen          | %                | Mand.            | Stimmen          | %-Pkte           | Mand.            |
| Abgegebene Stimmen                                            | 854.406          |                  | 100              | 774.079          |                  | 100              | +80.327          | +7,12            |                  |
| Ungültig                                                      | 21.425           | 2,51 %           |                  | 19.141           | 2,47 %           |                  | +2.284           | +0,04            |                  |
| Gültig                                                        | 832.981          | 97,49 %          |                  | 754.938          | 97,53 %          |                  | +78.043          | −0,04            |                  |
| Partei                                                        |                  |                  |                  |                  |                  |                  |                  |                  |                  |
| Sozialdemokratische Partei Österreichs (SPÖ)                  | 329.772          | 39,59 %          | 44               | 334.757          | 44,34 %          | 49               | −4.985           | −4,75            | −5               |
| Freiheitliche Partei Österreichs (FPÖ)                        | 256.448          | 30,79 %          | 34               | 194.517          | 25,77 %          | 27               | +61.931          | +5,02            | +7               |
| Österreichische Volkspartei (ÖVP)                             | 76.958           | 9,24 %           | 7                | 105.627          | 13,99 %          | 13               | −28.669          | −4,75            | −6               |
| Die Grünen – Grüne Alternative Wien (GRÜNE)                   | 98.626           | 11,84 %          | 10               | 95.445           | 12,64 %          | 11               | +3.181           | −0,80            | −1               |
| Wir wollen Wahlfreiheit – Liste Pollischansky (WWW)           | 1.709            | 0,21 %           | 0                | 10.057           | 1,33 %           | 0                | −8.348           | −1,12            | ±0               |
| Wien Anders – KPÖ, Piraten, Echt Grün und Unabhängige (ANDAS) | 8.937            | 1,07 %           | 0                | 8.425            | 1,12 %           | 0                | +412             | −0,05            | ±0               |
| NEOS – Veränderung für Wien (NEOS)                            | 51.305           | 6,16 %           | 5                | 5.192            | 0,69 %           | 0                | +46.113          | +5,47            | +5               |
| Gemeinsam für Wien (GfW)                                      | 7.608            | 0,91 %           | 0                | nicht kandidiert | nicht kandidiert | nicht kandidiert | nicht kandidiert | nicht kandidiert | nicht kandidiert |
| Sozialistische LinksPartei (SLP)                              | 62               | 0,01 %           | 0                | 73               | 0,01 %           | 0                | −11              | ±0               | ±0               |
| Wir für Floridsdorf (WIFF)                                    | 1.345            | 0,16 %           | 0                | nicht kandidiert | nicht kandidiert | nicht kandidiert | nicht kandidiert | nicht kandidiert | nicht kandidiert |
| Männerpartei – Für ein faires Miteinander (M)                 | 152              | 0,02 %           | 0                | nicht kandidiert | nicht kandidiert | nicht kandidiert | nicht kandidiert | nicht kandidiert | nicht kandidiert |
| Freidemokraten (FREIE)                                        | 59               | 0,01 %           | 0                | nicht kandidiert | nicht kandidiert | nicht kandidiert | nicht kandidiert | nicht kandidiert | nicht kandidiert |
| Sonstige Wahl 2010                                            | nicht kandidiert | nicht kandidiert | nicht kandidiert | 845              | 0,11 %           | 0                | −845             | −0,11            | ±0               |
| Gesamt                                                        |                  | 100,00 %         | 100              |                  | 100,00 %         | 100              |                  |                  |                  |

## Auswirkungen
Der ÖVP-Landesvorsitzende Manfred Juraczka erklärte am Wahlabend seinen Rücktritt und wurde durch den bisherigen Generalsekretär der Bundes-ÖVP Gernot Blümel ersetzt.
Die SPÖ unter ihrem Spitzenkandidaten und amtierenden Bürgermeister Michael Häupl hatte bereits vor der Wahl eine Koalition mit der FPÖ ausgeschlossen. Diesen Standpunkt behielt sie auch nach der Wahl bei. Nach Sondierungsgesprächen mit ÖVP und Grünen beschloss der Landesvorstand der SPÖ-Wien am 20. Oktober 2015 ausdrücklich als ergebnisoffen deklarierte Verhandlungen mit den Grünen über eine Fortsetzung der bestehenden Regierungszusammenarbeit aufzunehmen.
Die FPÖ designierte ihren bisherigen Klubobmann Johann Gudenus als Vizebürgermeister. Zugleich forderte sie eine Verkleinerung des Stadtsenats und die Zuweisung von Kompetenzen für alle seine Mitglieder.
Am 13. November 2015 gaben SPÖ und Grüne bekannt, sich auf eine Fortsetzung ihrer bestehenden Koalition für die kommende Legislaturperiode geeinigt zu haben.
Die Angelobung von Landesregierung und Stadtsenat Häupl VI erfolgte am 24. November 2015.